# ماهر الأخرس
ماهر عبد اللطيف حسن الأخرس ‏ (وُلد في 2 أغسطس 1971 في سيلة الظهر) سياسي فلسطيني وأسير في سجون الاحتلال الإسرائيلي، بدأ في 27 يوليو 2020 إضرابًا عن الطعام رفضًا لاعتقاله الإداري في السجون والمُعتقلات الإسرائيلية، استمر 103 يومًا حتى علقه في 6 نوفمبر 2020 بعد اتفاق مع إدارة مصلحة السجون الإسرائيلية بالإفراج عنه في 26 نوفمبر 2020.
أُفرج عنه في 26 نوفمبر 2020 عند حاجز جبارة قرب طولكرم، وُنقل لتلقي العلاج إلى مستشفى النجاح الوطني الجامعي.